# Außerordentlicher FDP-Bundesparteitag 2013 (Dezember)
Koordinaten: 52° 29′ 56,2″ N, 13° 22′ 28,3″ O

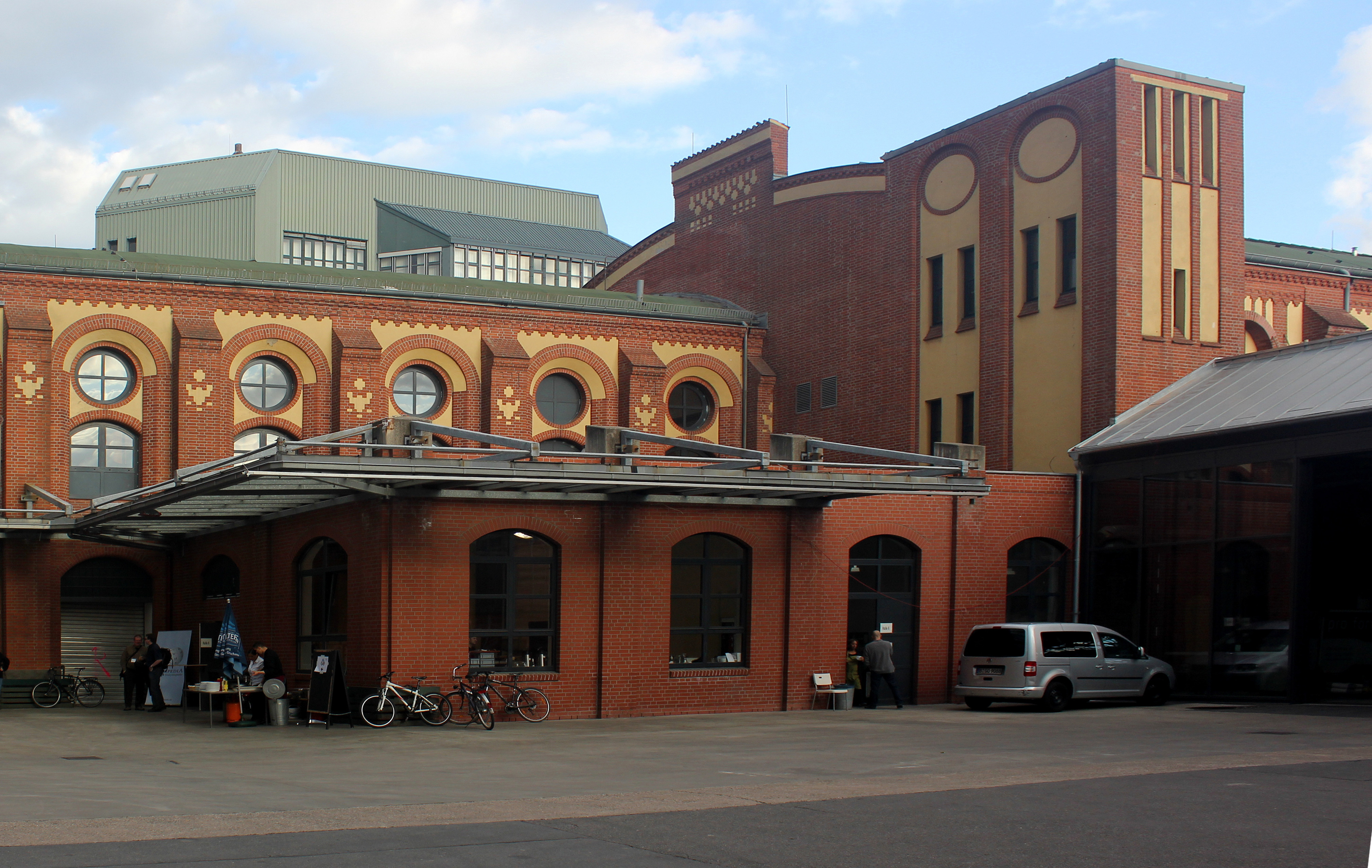
STATION Berlin

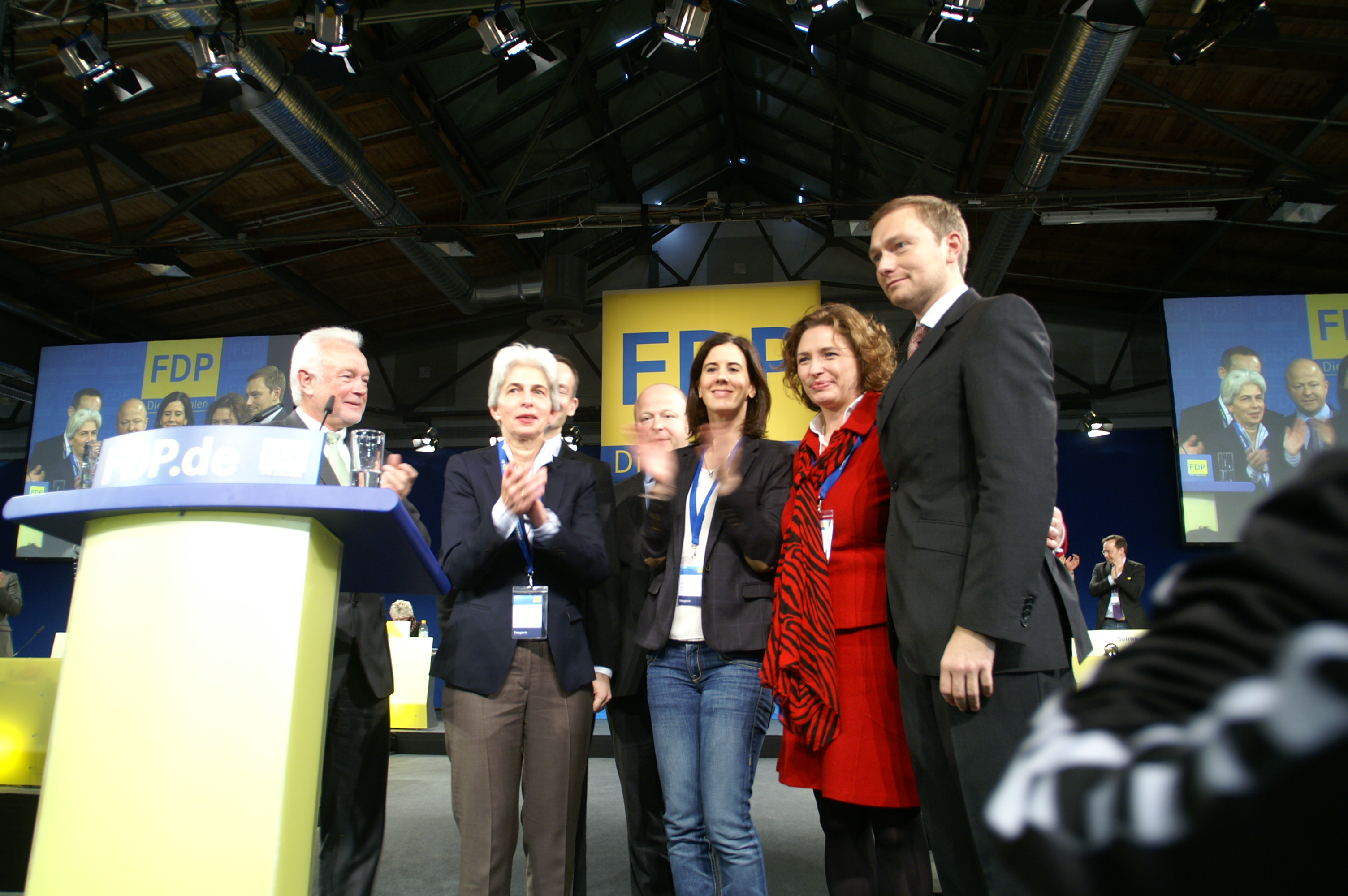
Außerordentlicher Bundesparteitag 2013, v. l. n. r. Kubicki, Strack-Zimmermann, Suding, Beer, Lindner

Den außerordentlichen FDP-Bundesparteitag 2013 hielt die FDP vom 7. bis 8. Dezember 2013 in Berlin ab. Es handelte sich um den 24. außerordentlichen Bundesparteitag der FDP in der Bundesrepublik Deutschland.

## Verlauf
Wenige Monate nach der verlorenen Bundestagswahl 2013 wurde Christian Lindner anstelle von Philipp Rösler zum neuen Parteivorsitzenden gewählt. Der Bundesvorstand, der erst im März 2013 neu gebildet worden war, wurde ebenfalls neu gewählt.

## Bundesvorstand
Dem Bundesvorstand gehörten nach der Neuwahl im Dezember 2013 an:
| Vorsitzender                 | Christian Lindner |
| Stellvertretende Vorsitzende | Uwe Barth, Wolfgang Kubicki, Marie-Agnes Strack-Zimmermann |
| Schatzmeister                | Hermann Otto Solms |
| Beisitzer im Präsidium       | Katja Suding, Michael Theurer, Volker Wissing |
| Generalsekretärin            | Nicola Beer |
| Beisitzer im Bundesvorstand  | Gregor Beyer, Stefan Birkner, Sylvia Canel, René Domke, Christian Dürr, Otto Fricke, Heiner Garg, Alexander Hahn, Gabriele Heise, Hauke Hilz, Nadja Hirsch, Manuel Höferlin, Patrick Kurth, Michael Link, Oliver Luksic, Horst Meierhofer, Patrick Meinhardt, Gesine Meißner, Jan Mücke, Hans-Joachim Otto, Karl-Heinz Paqué, Cornelia Pieper, Gisela Piltz, Alexander Pokorny, Andreas Reichel, Florian Rentsch, Stefan Ruppert, Daniela Schmitt, Jimmy Schulz, Mieke Senftleben, Joachim Stamp, Linda Teuteberg, Johannes Vogel, Hartfrid Wolff |
| Ehrenvorsitzende             | Hans-Dietrich Genscher, Walter Scheel |

## Beschlüsse
Der Parteitag fasste folgende Beschlüsse:
- Wer bestellt muss bezahlen
- Geheimdienst-Affäre aufklären – Überwachung begrenzen
- Liberale Agenda für die Zukunft
- Menschenwürdige Asylpolitik